# نعيم عتيق
نعيم ستيفان عتيق (ولد في قرية بيسان الفلسطينية عام 1937) كاهن فلسطيني في الطائفة الأنجليكانية ومؤسس مركز سبيل لاهوت التحرير المسكوني في القدس. لقد كان قائدًا نشطًا في تشكيل لاهوت التحرير الفلسطيني. وهو أول من صاغ لاهوت التحرير الفلسطيني في كتابه "العدالة والعدالة فقط، لاهوت فلسطيني للتحرير" الصادر عن دار أوربيس عام 1989، واستناداً إلى أطروحته للحصول على درجته في اللاهوت. لقد وضع الكتاب أساس علم اللاهوت الذي يتناول الصراع على فلسطين ويستكشف الأبعاد السياسية والدينية والكتابية واللاهوتية. سابق كانون من القديس. كاتدرائية القديس جاورجيوس، القدس، يلقي محاضرات على نطاق واسع في الداخل والخارج. صدر كتابه "صرخة مسيحية فلسطينية من أجل المصالحة" عن دار أوربيس عام 2008، وتلاه كتاب "لاهوت التحرير الفلسطيني" عام 2017.

## النشأة والتعليم
ولد عتيق عام 1937 في قرية بيسان الفلسطينية، وانتقل مع عائلته إلى الناصرة في عام 1948. وقال إن بيسان (المعروفة أيضًا باسم بيت شان) دمرت على يد القوات الإسرائيلية، وحولت عائلته إلى اللاجئين.
رسم كاهنًا في الطائفة الأنجليكانية عام 1967. وهو حاصل على درجات علمية من جامعة هاردين سيمونز في تكساس ومدرسة لاهوت الكنيسة في المحيط الهادئ في كاليفورنيا. بالإضافة إلى ذلك، حصل على درجة الدكتوراه في اللاهوت من مدرسة سان فرانسيسكو اللاهوتية في كاليفورنيا عام 1985.
حصل عتيق على درجة البكالوريوس من جامعة هاردن سيمونز، أبيلين، تكساس، في عام 1963، ودرجة الماجستير في اللاهوت في عام 1966 من مدرسة كنيسة اللاهوت في المحيط الهادئ (CDSP)، بيركلي، كاليفورنيا. في عام 1985 أكمل دراسة الدكتوراه في مدرسة سان فرانسيسكو اللاهوتية. حصل عتيق أيضًا على دكتوراه فخرية في اللاهوت من مدرسة لاهوت الكنيسة في المحيط الهادئ، بيركلي، كاليفورنيا، ومدرسة اللاهوت الأسقفية في كامبريدج، ماساتشوستس؛ وجائزة الخريجين المتميزين من مدرسة سان فرانسيسكو اللاهوتية. في عام 2006، حصل عتيق على جائزة ساير من زمالة السلام الأسقفية بالولايات المتحدة الأمريكية.

## المهنة
شغل عتيق منصب شريعة كاتدرائية القديس جاورجيوس في القدس وباريش كاهناً في  حيفا  والناصرة. وفي عام 1991 أسس مركز سبيل لاهوت التحرير المسكوني في القدس.

### مركز لاهوت التحرير المسكوني السبيل
يصف مركز لاهوت التحرير المسكوني السبيل (المعروف أيضًا باسم السبيل)، ومقره القدس، نفسه بأنه "حركة لاهوتية تحريرية مسكونية شعبية بين المسيحيين الفلسطينيين"، والتي "تشجع المسيحيين من جميع أنحاء العالم على العمل من أجل العدالة والتضامن". مع الشعب الفلسطيني".
يتتبع أحد المصادر تأسيس السبيل إلى اجتماع عام 1989 الذي ناقشت فيه "لجنة مسكونية مخصصة مكونة من عشرة من رجال الدين وعلماء اللاهوت العلمانيين" "طرق تعزيز لاهوت التحرير بين المسيحيين الفلسطينيين". أدى الاجتماع إلى مؤتمر دولي في مارس 1990، نظمه بمساعدة اللجنة المركزية للمينونايت، والذي أدى بدوره إلى إصدار كتاب الإيمان والانتفاضة عام 1991، والذي شارك في تحريره عتيق. بلغت هذه التطورات ذروتها في عام 1994 بتأسيس السبيل، الذي عقد مؤتمرًا دوليًا في عام 1996، أدى إلى إنشاء أصدقاء السبيل.
تتمثل رؤية سبيل المعلنة في "جعل الإنجيل ذا صلة مسكونيًا وروحيًا في حياة الكنيسة الأصلية المحلية. إن اتباع خطى المسيح يعني الوقوف إلى جانب المظلومين، والعمل من أجل العدالة، والبحث عن فرص بناء السلام، وهو أمر ضروري". يتحدانا لتمكين المسيحيين المحليين." يبشر سبيل بـ لاهوت التحرير الفلسطيني، والذي "يأمل في ربط المعنى الحقيقي للإيمان المسيحي بالحياة اليومية للجميع أولئك الذين يعانون من الاحتلال والعنف والتمييز وانتهاكات حقوق الإنسان. يذكر أصدقاء سبيل أمريكا الشمالية (FOSNA): "تعترف لاهوتات التحرير بأن الإيمان يتناول الحياة الشخصية والاجتماعية بأكملها من الإيمان وجهة نظر. وبالتالي فإن لاهوت التحرير الفلسطيني يتناول بالضرورة الأنظمة السياسية والاجتماعية التي تعرقل العدالة والمصالحة بين الإسرائيليين والفلسطينيين ويسعى إلى تغيير تلك الأنظمة نحو أنماط اجتماعية وسياسية تعبر عن علاقات عادلة.
في صفحة مخصصة لاهوت التحرير الفلسطيني، يذكر فوسنا أن اللاهوت له "10 خصائص"، من بينها ما يلي: "سياقي"، "مسكوني"، "بين الأديان"، "لاهوت اللاعنف"، " "لا ينتمي إلى أي حزب سياسي"، وناقد الصهيونية المسيحية.

### صراع عتيق الداخلي مع قضية إسرائيل
في الكتاب، أوضح عتيق أيضًا كيف كان يكافح من أجل التوفيق بين الثنائيات المختلفة التي يفرضها عقيدته ومعتقداته وهويته: 
 "عندما كنت صبيًا، أتذكر المنفى القاسي الذي تعرضت له عائلتي من بيسان، ولاحقًا، كشخص مؤمن ورجل دين، لم تكن صراعاتي مع الكراهية والغضب والإذلال سهلة، ولكن كان لا بد من تحدي هذه المشاعر باستمرار من خلال مطالب الحب والتسامح. وفي الوقت نفسه، كنت أعرف دون أدنى شك أن "الظلم خطيئة وشر، وهو اعتداء على الله، ومن واجبي أن أصرخ عليه. لقد استغرق الأمر مني سنوات قبل أن أتقبل قيام دولة إسرائيل وحاجتها - وإن لم يكن من حقها - إلى قبولها". موجود.أنا الآن أشعرأريدها أن تبقى، لأنني أعتقد أن القضاء على إسرائيل سيعني ظلمًا أكبر لملايين الأبرياء الذين لا يعرفون وطنًا سوى إسرائيل. هذا لا يعني أن العهد القديم ليس كلمة الله، ولكن كيف يمكن أن يُفهم على هذا النحو إذا كانت الجماعات المسيحية تقبل اللاهوت الصهيوني للعهد القديم؟" 

## وجهات نظر حول فلسطين والاحتلال الإسرائيلي

### وجهات نظر حول إسرائيل والصهيونية
في عام 1989، كتب عتيق في كتابه "العدالة والعدالة فقط"، أن "الحفاظ على إسرائيل كدولة يهودية مهم ليس فقط لليهود الإسرائيليين ولكن لليهود في جميع أنحاء العالم. وأعتقد أنه يجب علينا أن نحترم رغبتهم ونحترمهم". قبولها. في الواقع، يجب على الفلسطينيين أن يضمنوا في نهاية المطاف بقاء إسرائيل من خلال قبولها كدولة يهودية" (166).

### وثيقة كايروس فلسطين
في ديسمبر 2009، أيد سبيل وثيقة كايروس فلسطين (KPD)، التي تدعو المسيحيين في جميع أنحاء العالم للانضمام إلى دعوة المجتمع المدني الفلسطيني عام 2005 لاستخدام المقاطعة وسحب الاستثمارات والعقوبات للضغط على الحكومة الإسرائيلية لإنهاء الاحتلال. انتهاكات حقوق الإنسان والاستيطان غير القانوني للأراضي الفلسطينية. الوثيقة، التي هدفها المعلن هو إيصال حقيقة الصراع العربي الإسرائيلي إلى العالم، صاغتها مجموعة، من بينهم البطريرك ميشال صباح، القس متري الراهب، رفعت عودة، القس عتيق وآخرون. وُصِفت وثيقة "كايروس فلسطين" لعام 2009 بأنها تحاكي وثيقة "العدالة والعدالة الوحيدة" الخاصة بعتيق.

### "سحب الاستثمارات بطريقة مسؤولة أخلاقياً"
لقد أصبح مصطلح "الاستثمار المسؤول أخلاقياً" مستخدماً على نطاق واسع نتيجة لمقالة كتبها عتيق عام 2006 بعنوان "دعوة للاستثمار المسؤول أخلاقياً: استجابة غير عنيفة للاحتلال"، والتي وُصفت بأنها "النص المركزي للخطة المؤيدة للاحتلال". حركة سحب الاستثمارات".

### "وثيقة سبيل القدس"
"وثيقة سبيل القدس: مبادئ السلام العادل في فلسطين-إسرائيل" هي إحدى الوثائق التأسيسية للمنظمة. ويدعو إلى "دولة واحدة لأمتين وثلاث ديانات".

### استخدام الصور المسيحية
في رسالته بمناسبة عيد الفصح عام 2001، ذكر عتيق، جزئيًا: 
بينما نقترب من أسبوع الآلام وعيد الفصح، فإن معاناة يسوع المسيح على أيدي القوى السياسية والدينية الشريرة منذ ألفي عام مضت تعيشها مرة أخرى في فلسطين. إن عدد الفلسطينيين والإسرائيليين الأبرياء الذين وقعوا ضحايا لسياسة الدولة الإسرائيلية آخذ في الازدياد.
هنا في فلسطين يسير يسوع مرة أخرى على طريق الآلام. يسوع هو الفلسطيني العاجز الذي يُهان عند نقطة تفتيش، والمرأة التي تحاول الوصول إلى المستشفى لتلقي العلاج، والشاب الذي تُداس كرامته، والطالب الشاب الذي لا يستطيع الذهاب إلى الجامعة للدراسة، والأب العاطل عن العمل الذي يحتاج إلى الخبز لإطعام أسرته. والقائمة تطول بشكل مأساوي، ويسوع موجود في وسطهم يتألم معهم. وكان معهم عندما قصفت منازلهم بالدبابات وطائرات الهليكوبتر الحربية. وهو معهم في مدنهم وقراهم، في آلامهم وأحزانهم.
في زمن الصوم الكبير هذا، يبدو للكثيرين منا أن يسوع على الصليب مرة أخرى ومعه آلاف من الفلسطينيين المصلوبين حوله. لا يتطلب الأمر سوى من ذوي البصيرة أن يروا مئات الآلاف من الصلبان في جميع أنحاء الأرض، والرجال والنساء والأطفال الفلسطينيين يُصلبون. لقد أصبحت فلسطين جلجثة ضخمة. إسرائيل نظام الصلب الحكومي لي يعمل يومياً. لقد أصبحت فلسطين مكان الجمجمة.
باستخدام قصة الإنجيل يمكن للمرء أن يضعها بطريقة مختلفة ومؤثرة للغاية. هناك أربعة أمور واضحة اليوم. ولا تزال القدس لا تعرف ما الذي يؤدي إلى السلام؛ يسوع يبكي وتختلط دموعه بدموع كثيرين. عدد الأشخاص الذين يحملون صلبانهم يتضاعف بشكل هائل؛ ونساء فلسطين وكذلك العديد من النساء اليهوديات يبكون على العديد من القتلى والجرحى من الأبرياء. هذه هي حقيقة الحياة اليوم.

## اللاهوت

### الخلاف مع التفسيرات الصهيونية للكتاب المقدس العبري
أوضح عتيق عدم موافقته على ما يعتبره تفسيرات صهيونية لـ الكتاب المقدس العبري في كتابه الصادر عام 1989، العدالة والعدالة الوحيدة: لاهوت التحرير الفلسطيني:
" قبل إنشاء دولة إسرائيل، كان العهد القديم يعتبر جزءًا أساسيًا من الكتاب المقدس المسيحي، يشير إلى يسوع ويشهد له. منذ إنشاء الدولة، قرأ بعض المفسرين اليهود والمسيحيين العهد القديم العهد القديم إلى حد كبير باعتباره نصًا صهيونيًا إلى حد أنه أصبح تقريبًا بغيضًا لدى المسيحيين الفلسطينيين. السؤال الأساسي للعديد من المسيحيين، سواء تم نطقه أم لا، هو: كيف يمكن أن يكون العهد القديم كلمة الله؟ الله في ضوء تجربة المسيحيين الفلسطينيين في استخدامه لدعم الصهيونية؟. نعيم ستيفان عتيق (1989). العدالة والعدل الوحيد: لاهوت التحرير الفلسطيني. Maryknoll: كتب أوربيس. ص. 77–78.

### المؤيدون
ومن بين أنصار عتيق اليهودي جيف هالبر، مؤسس اللجنة الإسرائيلية ضد هدم المنازل؛ لاهوتي التحرير اليهودي مارك إتش إليس؛ عالم النفس السريري مارك برافرمان؛ والحاخام الأمريكي والصحفي والمؤلف برانت روزين.

## كتب
- عتيق، نعيم ستيفان: لاهوت التحرير الفلسطيني، كتب أوربيس، مارينول، نيويورك، 2017 (ردمك 978-1-62698-260-4).
- عتيق، نعيم ستيفان: صرخة مسيحية فلسطينية من أجل المصالحة، كتب أوربيس، مارينول، نيويورك، 2008 (ردمك 978-1-57075-784-6).
- عتيق، نعيم؛ سيدر دعيبس؛ مورين توبين (محررون): تحدي الصهيونية المسيحية، ميليسيندي، 2005. (ردمك 1-901764-42-7).
- عتيق، نعيم ستيفان: العدالة والعدالة الوحيدة: لاهوت التحرير الفلسطيني، كتب أوربيس، مارينول، نيويورك، 1989 (ردمك 0-88344-540-9).
- عتيق، نعيم س.؛ مارك هـ. إليس؛ وروزماري رادفورد روثر (محررين): الإيمان والانتفاضة: الأصوات المسيحية الفلسطينية، كتب أوربيس، ماريكنول، نيويورك، 1992 (ردمك 0-88344-808-4).
- عتيق، نعيم؛ سيدار دعيبس ومارلا شريدر (محرران): القدس – ما الذي يصنع السلام!: مساهمة المسيحيين الفلسطينيين في صنع السلام، لندن، المملكة المتحدة، 1997. (ردمك 1-901764-00-1).
- عتيق، نعيم وهيلاري الرنتيسي (محررون): قصتنا الفلسطينيين، مركز سبيل لاهوت التحرير المسكوني، القدس، 1999.
- عتيق، نعيم: يوبيل الأرض المقدسة المجوفة. "الله والعدالة والفلسطينيون"، لندن ميليسيندي 1999. {{ردمك|1-901764-09-5}[18]/[19]

## أنظر أيضاً
- الكنيسة الأسقفية في القدس والشرق الأوسط
- رياح حنا أبو العسل
- القائد نعمان